# Montemarzino
Montemarzino – miejscowość i gmina we Włoszech, w regionie Piemont, w prowincji Alessandria.
Według danych na styczeń 2010 gminę zamieszkiwało 356 osób przy gęstości zaludnienia 36,3 os./1 km².